# Gene Mayer

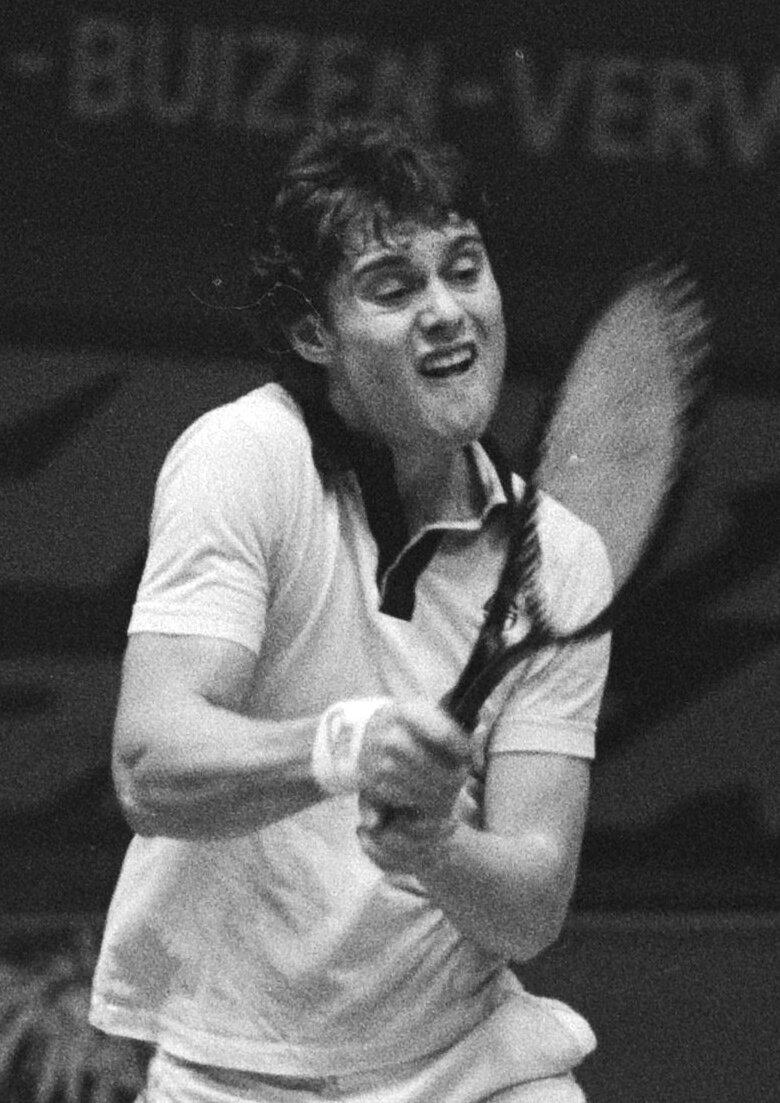
Gene Mayer

Gene Mayer (Flushing, Nueva York, Estados Unidos; 11 de abril de 1956) es un tenista estadounidense.
En su carrera ha conquistado 29 torneos ATP y su mejor posición en el ranking de individuales fue n.º 4 en octubre de 1980 y en el de dobles fue n.º 5 en julio de 1979. También es recordado por haber ganado dos Roland Garros en dobles.

## Títulos (29; 14+15)

### Individuales (14)
| N.º | Fecha | Torneo                        | Superficie    | Oponente en la final | Resultado          |
| --- | ----- | ----------------------------- | ------------- | -------------------- | ------------------ |
| 1.  | 1978  | Guadalajara, México           | Tierra batida | John Newcombe        | 6–3, 6–4           |
| 2.  | 1979  | Colonia, Alemania             | Dura (i)      | Wojtek Fibak         | 6–3, 3–6, 6–1      |
| 3.  | 1980  | Denver, Estados Unidos        | Moqueta       | Victor Amaya         | 6–2, 6–2           |
| 4.  | 1980  | Metz, Francia                 | Moqueta       | Gianni Ocleppo       | 6–3, 6–3, 6–0      |
| 5.  | 1980  | Los Ángeles, Estados Unidos   | Dura          | Brian Teacher        | 6–3, 6–2           |
| 6.  | 1980  | Cleveland, Estados Unidos     | Dura          | Victor Amaya         | 6–2, 6–1           |
| 7.  | 1980  | San Francisco, Estados Unidos | Moqueta       | Eliot Teltscher      | 6–2, 2–6, 6–1      |
| 8.  | 1981  | Memphis, Estados Unidos       | Moqueta       | Roscoe Tanner        | 6–2, 6–4           |
| 9.  | 1981  | Denver, Estados Unidos        | Moqueta       | John Sadri           | 6–4, 6–4           |
| 10. | 1981  | Cleveland, Estados Unidos     | Dura          | Dave Siegler         | 6–1, 6–4           |
| 11. | 1981  | Estocolmo, Suecia             | Dura (i)      | Sandy Mayer          | 6–4, 6–2           |
| 12. | 1982  | Múnich, Alemania              | Tierra batida | Peter Elter          | 3–6, 6–3, 6–2, 6–1 |
| 13. | 1983  | Róterdam, Países Bajos        | Dura (i)      | Guillermo Vilas      | 6–1, 7–6           |
| 14. | 1983  | Los Ángeles, Estados Unidos   | Dura          | Johan Kriek          | 7–6, 6–1           |

### Finalista (12)
| N.º | Fecha | Torneo                    | Superficie    | Oponente en la final | Resultado          |
| --- | ----- | ------------------------- | ------------- | -------------------- | ------------------ |
| 1.  | 1976  | Hamilton, Bermudas        | TIerra Batida | Cliff Richey         | 7–6, 6–2           |
| 2.  | 1979  | Houston, Estados Unidos   | Tierra batida | José Higueras        | 6–3, 2–6, 7–6      |
| 3.  | 1979  | Estocolmo, Suecia         | Dura (i)      | John McEnroe         | 6–7, 6–3, 6–3      |
| 4.  | 1980  | Róterdam, Países Bajos    | Moqueta       | Heinz Günthardt      | 6–2, 6–4           |
| 5.  | 1980  | Boston, Estados Unidos    | Tierra batida | Eddie Dibbs          | 6–2, 6–1           |
| 6.  | 1980  | Wembley, Reino Unido      | Moqueta       | John McEnroe         | 6–4, 6–3, 6–3      |
| 7.  | 1981  | Róterdam, Países Bajos    | Dura (i)      | Jimmy Connors        | 6–1, 2–6, 6–2      |
| 8.  | 1982  | Las Vegas, Estados Unidos | Dura          | Jimmy Connors        | 5–2, retired       |
| 9.  | 1982  | Sídney, Australia         | Dura (i)      | John McEnroe         | 6–4, 6–1, 6–4      |
| 10. | 1983  | Memphis, Estados Unidos   | moqueta       | Jimmy Connors        | 7–5, 6–0           |
| 11. | 1984  | Múnich, Alemania          | Tierra batida | Libor Pimek          | 6–4, 4–6, 7–6, 6–4 |
| 12. | 1984  | Stuttgart, Alemania       | Tierra batida | Henri Leconte        | 7–6, 6–0, 1–6, 6–1 |

### Dobles (15)
| N.º | Fecha | Torneo                       | Superficie    | Pareja           | Oponentes en la final            | Resultado     |
| --- | ----- | ---------------------------- | ------------- | ---------------- | -------------------------------- | ------------- |
| 1.  | 1978  | Ciudad de México, México     | Dura          | Sashi Menon      | Marcello Lara Raúl Ramírez       | 6–3, 7–6      |
| 2.  | 1978  | Miami, Estados Unidos        | Moqueta       | Tom Gullikson    | Bob Carmichael Brian Teacher     | 7–6, 6–3      |
| 3.  | 1978  | California, Estados Unidos   | Moqueta       | Sandy Mayer      | Hank Pfister Brad Rowe           | 6–3, 6–4      |
| 4.  | 1978  | Roland Garros, París         | Tierra batida | Hank Pfister     | Manuel Orantes José Higueras     | 6–3, 6–2, 6–2 |
| 5.  | 1978  | Cincinnati, Estados Unidos   | Tierra batida | Raúl Ramírez     | Ismail El Shafei Brian Fairlie   | 6–3, 6–3      |
| 6.  | 1978  | Indianápolis, Estados Unidos | Tierra batida | Hank Pfister     | Jeff Borowiak Chris Lewis        | 6–3, 6–1      |
| 7.  | 1979  | California, Estados Unidos   | Dura          | Sandy Mayer      | Cliff Drysdale Bruce Manson      | 6–4, 7–6      |
| 8.  | 1979  | Houston, Estados Unidos      | Tierra batida | Sherwood Stewart | John Alexander Geoff Masters     | 6–1, 5–7, 6–4 |
| 9.  | 1979  | Roland Garros, París         | Tierra batida | Sandy Mayer      | Ross Case Phil Dent              | 6–4, 6–4, 6–4 |
| 10. | 1979  | Indianápolis, Estados Unidos | Tierra batida | John McEnroe     | Jan Kodeš Tomáš Šmíd             | 6–4, 7–6      |
| 11. | 1979  | Colonia, Alemania            | Dura (i)      | Stan Smith       | Heinz GüntDurat Pavel Složil     | 6–3, 6–4      |
| 12. | 1980  | Metz, Francia                | Moqueta       | Colin Dibley     | Chris Delaney Kim Warwick        | 7–6, 7–5      |
| 13. | 1980  | Florencia, Italia            | Tierra batida | Raúl Ramírez     | Paolo Bertolucci Adriano Panatta | 6–1, 6–4      |
| 14. | 1980  | Boston, Estados Unidos       | Tierra batida | Sandy Mayer      | Hans Gildemeister Andrés Gómez   | 1–6, 6–4, 6–4 |
| 15. | 1981  | Memphis, Estados Unidos      | Moqueta       | Sandy Mayer      | Mike Cahill Tom Gullikson        | 7–6, 6–7, 7–6 |

|}

### Finalista en dobles (9)
| N.º | Fecha | Torneo                        | Superficie    | Pareja           | Oponentes en la final          | Resultado     |
| --- | ----- | ----------------------------- | ------------- | ---------------- | ------------------------------ | ------------- |
| 1.  | 1976  | La Costa, Estados Unidos      | Dura          | Peter Fleming    | Marty Riessen Roscoe Tanner    | 7–6, 7–6      |
| 2.  | 1976  | Charlotte, Estados Unidos     | Moqueta       | Vitas Gerulaitis | John Newcombe Tony Roche       | 6–3, 7–5      |
| 3.  | 1977  | Columbus, Estados Unidos      | Tierra batida | Peter Fleming    | Robert Lutz Stan Smith         | 4–6, 7–5, 6–2 |
| 4.  | 1978  | Guadalajara, México           | Tierra batida | Sashi Menon      | Sandy Mayer Sherwood Stewart   | 4–6, 7–6, 6–3 |
| 5.  | 1979  | Forest Hills, Estados Unidos  | Tierra batida | Sandy Mayer      | Peter Fleming John McEnroe     | 6–7, 7–6, 6–3 |
| 6.  | 1980  | Las Vegas, Estados Unidos     | Dura          | Wojtek Fibak     | Robert Lutz Stan Smith         | 6–2, 7–5      |
| 7.  | 1980  | Washington, Estados Unidos    | Tierra batida | Sandy Mayer      | Hans Gildemeister Andrés Gómez | 6–4, 7–5      |
| 8.  | 1980  | San Francisco, Estados Unidos | Moqueta       | Sandy Mayer      | Peter Fleming John McEnroe     | 6–1, 6–4      |
| 9.  | 1981  | Róterdam, Países Bajos        | Dura (i)      | Sandy Mayer      | Fritz Buehning Ferdi Taygan    | 7–6, 1–6, 6–4 |